# گارنخود
گارنخود (صحرای گارنخود) نام محلی از توابع ولاشان در استان اصفهان ایران است.